# 西菱電機
西菱電機株式会社（せいりょうでんき、英文社名 SEIRYO ELECTRIC CORPORATION ）は、本店を兵庫県伊丹市に置く、情報通信システム事業や情報通信端末事業などを行う企業である。三菱電機グループ。

## 主力商品

### 無線
- 防災行政無線システム
- 消防無線システム
- タクシー配車システム

### セキュリティ・映像
- 監視カメラシステム
- デジタルサイネージ

### 公共
- 津波情報配信システム
- 河川緊急警報システム
- 水門・樋門制御システム
- パーキングエリア駐車場誘導システム
- クラウド型テレメータシステム

以上より

## 事業所
- 本社 - 兵庫県伊丹市藤ノ木
- 大阪支社 - 大阪市北区堂島浜
- 東京支社 - 東京都港区芝大門
- 神奈川営業所 - 横浜市西区南幸
- 猪名寺事業所 - 兵庫県尼崎市猪名寺
- 東日本端末修理センター - 東京都江東区東雲

## 沿革
- 1966年（昭和41年）12月 - 大阪市淀川区において西菱電機株式会社を設立。
- 1968年（昭和43年）2月 - 三菱電機株式会社電子機器サービスデポに指定される。
- 1969年（昭和44年）9月 - 本社を大阪府豊中市に移転。
- 1973年（昭和48年）8月 - 三菱電機株式会社電子機器特約店となる。
- 1976年（昭和51年）1月 - 西菱電機販売株式会社を設立、営業部門を独立。
- 1979年（昭和54年）4月 - 神戸営業所（現 ネットワークシステム部）開設。
- 1981年（昭和56年）11月 - 本社を兵庫県伊丹市天津(現・兵庫県伊丹市藤ノ木）に移転。
- 1986年（昭和61年）11月 - 資本金を4,176万円に増資。
- 1987年（昭和62年）4月 - メディア事業所(現 メディア部)開設。
- 1992年（平成4年）6月 - テレコム事業所開設。
- 1992年（平成4年）11月 - 本社を兵庫県伊丹市中央に移転。
- 1994年（平成6年）4月 - 株式会社ダイヤモンドテレコム携帯電話代理店となる。
- 1994年（平成6年）12月 - 東京事業所（現 東京支社）を開設。
- 1995年（平成7年）9月 - 西菱電機販売株式会社の営業権を譲受け、三菱電機株式会社代理店となる。
- 1997年（平成9年）11月 - 本社を大阪府吹田市に移転。
- 1999年（平成11年）3月 - コムテックサービス株式会社を株式取得により100％子会社化。
- 1999年（平成11年）3月 - 資本金を2億4,127万円に増資。
- 2001年（平成13年）3月 - テレコム事業所ISO9002認証を取得。
- 2001年（平成13年）11月 - 猪名寺事業所開設。
- 2002年（平成14年）2月 - 大阪証券取引所市場第二部に株式を上場。
- 2002年（平成14年）2月 - 資本金を5億2,301万円に増資。
- 2002年（平成14年）4月 - 大阪支社開設。
- 2002年（平成14年）9月 - 本社を兵庫県伊丹市藤ノ木に移転。
- 2003年（平成15年）4月 - 移動端末エンジニアリング事業部（現 テレコム事業部）ISO9001:2000認証を取得。
- 2004年（平成16年）7月 - 大阪支社ISO9001:2000認証を取得
- 2004年（平成16年）11月 - PCデポ箕面店開設
- 2005年（平成17年）12月 - 情報通信システム事業部ISO9001:2000認証を取得
- 2006年（平成18年）1月 - 東京支社ISO9001:2000認証を取得
- 2006年（平成18年）10月 - ＰＣデポ西京店開設
- 2008年（平成20年）1月 - ISO14001:2004認証を取得
- 2010年（平成22年）4月 - 株式会社スズキエンジニアリング（現 西菱電機フィールディング株式会社）を株式取得により100％子会社化
- 2010年（平成22年）11月 - 情報通信ソリューション事業部ISO/IEC27001:2005認証を取得
- 2013年（平成25年）4月 - コーナン電子株式会社（現 西菱電機エンジニアリング株式会社）を設立
- 2013年（平成25年）7月 - 大阪証券取引所と東京証券取引所の現物株市場統合に伴い、東京証券取引所第二部に上場。鳥取ケーイーシー株式会社（現 鳥取西菱電機株式会社）を株式取得により100％子会社化
- 2023年（令和5年）4月 - 表示灯株式会社に発券機システム事業を譲渡[3]。